# Милосав Сунајац
Милосав Сунајац (Кореничани, 1934) је хрватски вајар.

## Биографија
Рођен је 1934. године у Кореничанима. Дипломирао је вајарство на Факултету ликовних уметности Универзитета уметности у Београду. Током студија је путовао у Француску, Данску, Совјетски Савез, Пољску и Италију. Самостално је излагао у Земуну 1970. године. Учествовао је на групној изложби новопримљених чланова Удружења ликовних уметника Србије 1966, изложбама „Простор” 1971. и 1973, изложби „НОБ у делима ликовних уметника Југославије” 1971. и Пролећној изложби УЛУС-а 1973. године.